# Sonia Morales
Sonia Violeta Morales Márquez (Musho, Yungay, Áncash; 18 de noviembre de 1972) es una cantante peruana, es conocida por su estilo propio al crear una nueva variante del huayno andino, al que se le denomina «huayno con arpa», influenciado en el huayno ancashino. Fue la artista revelación a mediados de los años 2000.

## Trayectoria
En sus primeros años se dedicó a la venta de picarones en Chimbote. A los 15 viajó a Lima y a los 16 entró al local El Salón del Folclor. Ingresó entre 1994 y 1996 como integrante de Las Chicas Mañaneras, a cargo del artista y dueño del local Eusebio "Chato" Grados.
A finales de 1996 debutó como solista con su propio estilo de mañanera, es decir el huayno con arpa. Se caracterizó por sus dos instrumentos principales, el arpa y el teclado electrónico. Tras liberar sus dos sencillos en 2002 "Chico mentiroso" y "El celular", Sonia consiguió su primer disco de oro en el país. En 2004, para la promoción del álbum Por tu amor recibió la participación de Los Kjarkas. Para 2005, cerca del lanzamiento de su sencillo más famoso "Perdóname", vendió más de 180 mil copias de discos.
Posteriormente realizó giras a otros países, incluyendo seis realizadas en Europa entre 2004 y 2015. También realizó conciertos para Estados Unidos, que fueron presentados en formato DVD.
En 2005 fue documentada en la película holandesa Ruta del jaca, del director Kris Kristinsson y estrenada en 2009. Participó como protagonista del segmento relacionado con su pueblo y como ella atravesó después del terrorismo en el país. Posteriormente apareció en el Festival Cusqueño al frente de 30 000 espectadores. Como parte de su labor cultural, aperturó la revista cultural Folclor a todo color, organizado por la Municipalidad Metropolitana de Lima.
En 2006 participó en la campaña de ayuda social Sembrando, impulsada por Pilar Nores.
En 2008 se realizó la miniserie biográfica Nacida para triunfar a cargo de Efraín Aguilar y fue protagonizada por la actriz peruana Nidia Bermejo.
Al año siguiente, 2009, anunció su retiro por cuatro meses de los escenarios, debido al cáncer de garganta que padecía.

## Discografía
- 2003. Reinas del arpa. Sonia Morales, Dina Páucar, Anita Santibáñez, Abencia Meza. Disco mp3 (161 títulos).
- 2004. Por tu amor[11]
- 2009. Brindaré por ti[9]
- 2014. La Internacional Reina de Corazones: 20 aniversario

## Premios y nominaciones
| Año  | Premiación     | Categoría                           | Resultado | Ref.   |
| ---- | -------------- | ----------------------------------- | --------- | ------ |
| 2007 | Premios APDAYC | Artista vernacular femenina del año | Ganador   | [ 24 ] |